# Cyclopia (astronomia)
Cyclopia  è una caratteristica di albedo della superficie di Marte.